# Prazeres
Prazeres est une freguesia de Lisbonne.